# John Slocum
John Slocum o Squsachtun (1838 – 11 de noviembre de 1897) fue un amerindio estadounidense de la tribu squaxin (grupo salish) residente en la reserva Skokomish, quien en 1882 fundó la Indian Shaker Church, mezcla de catolicismo, protestantismo y prácticas indias. Afirmaba haber muerto y resucitado tras una enfermedad, y se hacían llamar Shakers (tembladores) por las convulsiones que sufrían cuando entraban en trance. A pesar de ser perseguidos, se extendieron por la zona de Washington, Oregón, Idaho y Columbia Británica entre las tribus squaxin, klallam, quinault, Lower Chehalis, yakama, y hupa, entre otras.
- Datos: Q370434